# ووهان جرينلاند سنتر
ووهان جرينلاند سنتر هي ناطحة سحاب قيد الإنشاء تقع في ووهان، الصين. تم بدأ البناء في 2012  ومن المقرر الانتهاء منها في 2022.